# Friedrich Bogislav von Tauentzien

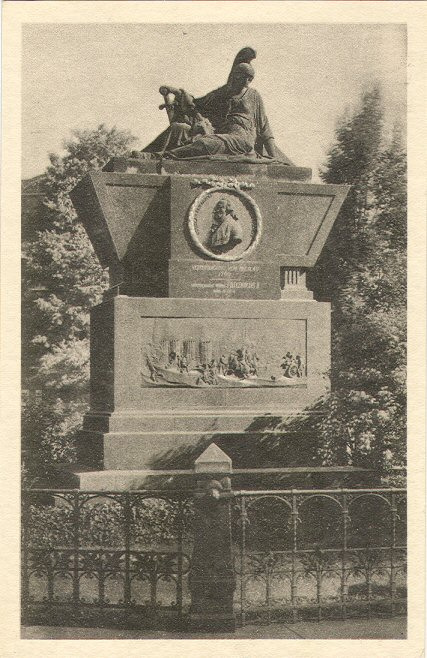
El antiguo monumento funerario de Tauentzien en Breslau (Wrocław).

Friedrich Bogislav von Tauentzien (18 de abril de 1710-21 de marzo de 1791) fue un general prusiano que sirvió durante las guerras del rey Federico el Grande.
Tauentzien provenía de la familia von Tauentzien y nació en la población de Tauentzien cerca de Lauenburg en Ante Pomerania. Participó a lo largo de las guerras de Silesia. Tauentzien luchó junto a Federico en muchas de las mayores batallas del rey, incluyendo Mollwitz, la captura de Praga, Hohenfriedberg, y Kolin. Se distinguió durante la defensa de Breslau contra Ernst Gideon Freiherr von Laudon en 1760 durante la guerra de los Siete Años.
Tauentzien se casó con Charlotte von dem Knesebeck, con quien tuvo dos hijos varones y cuatro hijas. Uno de sus hijos fue Bogislav Friedrich Emanuel von Tauentzien, general prusiano durante las guerras napoleónicas.
Tauentzien murió en Breslau; su monumento funerario fue diseñado por Carl Gotthard Langhans y Johann Gottfried Schadow. Fue localizado en medio de la Tauentzienplatz de Breslau (ahora Plac Tadeusza Kościuszki) cerca de la Puerta de Schweidnitz que el general había defendido personalmente contra tropas austríacas en 1760. La plaza experimentó la densidad de tráfico más alta de Breslau hasta 1945. Con la transferencia de la ciudad a Polonia tras la II Guerra Mundial, el monumento fue derribado.
- Datos: Q314678
- Multimedia: Friedrich Bogislav von Tauentzien / Q314678